# Azilul de noapte

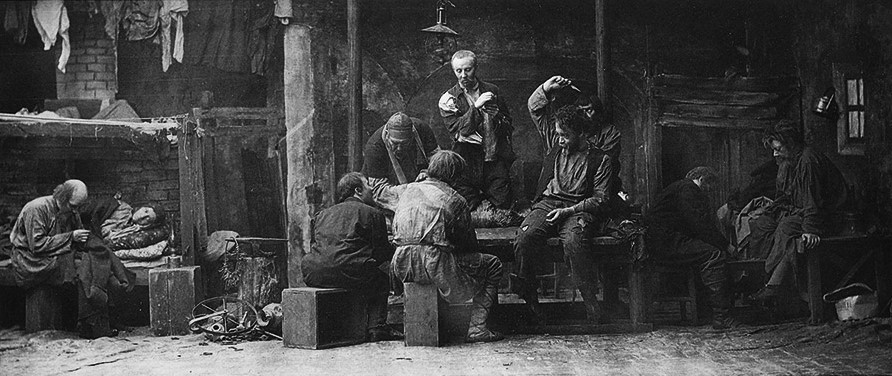
Premiera mondială, 1902, Moscova, actul al 2-lea

Azilul de noapte (alte titluri: Din adâncuri, În adâncuri sau Fundătura; în rusă На дне, Na dne, literalmente: „În partea de jos”) este probabil cea mai cunoscută dintre piesele lui Maxim Gorki. Este o dramă ce înfățișează tabloul sumbru al lumii din clasele inferioare. A fost scrisă în timpul iernii anului 1901 și în primăvara anului 1902. Având subtitlul „Scene din viața rusă”, înfățișează un grup de ruși săraci dintr-un azil de lângă Volga.   
În ianuarie 1904, piesa a primit premiul Griboedov. Denumirile originale sunt Fără soare, „Cazare de noapte”, „La baza vieții”. Versiunea finală a fost propusă de Leonid Andreev. După premiera triumfală de la Teatrul de Artă din Moscova (decembrie 1902), a fost jucată pe scenele de teatru din întreaga lume.
A avut premiera la Teatrul de Arte din Moscova la 18 decembrie 1902, cu Konstantin Stanislavski care a regizat și a jucat în această producție. A fost primul mare succes major și un semn distinctiv al realismului social rus.
Se presupune că personajele din Azilul de noapte au fost inspirate de persoanele care se aflau în adăpostul (azilul) Bugrov (în rusă Бугровская ночлежка, Bugrovskaya nochlezhka) din Nijni Novgorod, care a fost construit în 1880–1883 de comerciantul de cereale și filantropul rascolnic Nikolai Alexandrovici Bugrov (în rusă Николай Александрович Бугров, 1837–1911) în memoria tatălui său, A. P. Bugrov.  
Atunci când actorii Teatrului de Artă din Moscova pregăteau piesa pentru prima sa reprezentație în 1902, Maxim Gorki le-a dat fotografii cu oameni săraci din Nijni Novgorod realizate de celebrul fotograf local, Maxim Dmitriev (Максим Дмитриев), pentru a ajuta la realismul actoriei și al costumelor.
Când a apărut pentru prima dată, piesa a fost criticată pentru pesimismul său și pentru mesajul etic ambiguu. Prezentarea claselor inferioare a fost privită ca excesiv de întunecată și cu neîncredere, dar Gorki era în mod clar mai interesat să creeze personaje memorabile decât să elaboreze o intrigă formală. Cu toate acestea, piesa este în general considerată o capodoperă. 
Tema adevărului aspru și minciuna reconfortantă apare în piesă de la început până la sfârșit, deoarece majoritatea personajelor aleg să se înșele singure în privința realității sumbre a stării lor.

## Personaje
- Mihail Ivanov Kostîliov, 54 de ani, proprietarul unei case[6]
- Vassilisa Karpovna, soția sa, 26 de ani
- Natașa, sora ei, 20 de ani
- Medvediev, unchiul lor, un polițist, în vârstă de 50 de ani
- Vaska Pepel, 28 de ani
- Andrei Mitrici Kleșci, lăcătuș, 40 de ani
- Anna, soția sa, 30 de ani
- Nastia, o fată, în vârstă de 24 de ani
- Bubnov, 45 de ani
- Baronul, 33 de ani
- Satin, cam la aceeași vârstă: sub 40 de ani
- Actorul
- Luca, 60 de ani
- Alioșka, cizmar, în vârstă de 20 de ani
- Tătarul
- Kvașnia, vânzătoare
- Krivoi Zob[7]

## Intrigă

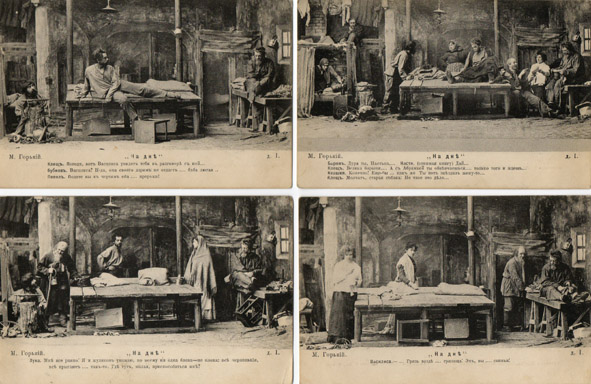
Actul I, 1902

Azilul seamănă în interior cu o peșteră, cu o singură fereastră mică pentru a ilumina adâncimile sale. Într-un colț, scânduri subțiri despart camera lui Vaska Pepel, un tânăr hoț. În bucătărie trăiește Kvașnia, o vânzătoare de plăcinte cu carne, Baronul și Nastia. În jurul camerei sunt paturi ocupate de alți vagabonzi. 
Nastia, cu capul aplecat, este absorbită în citirea unui roman intitulat Iubire fatală. Baronul, care trăiește în mare parte din câștigurile Nastiei, îi ia cartea și îi citește titlul cu voce tare. Apoi o lovește pe Nastia deasupra capului și o numește o prostie iubitoare. Satin se ridică cu durere, memoria lui este vagă, dar știe că a luat o bătaie cu o seară înainte, iar ceilalți îi spun că a fost prins înșelând la cărți. Actorul se agită în patul său deasupra sobei. El prezice că Satin va fi bătut până la moarte. 
Actorul îi amintește Baronului că este rândul lui să măture podeaua. Trebuie făcut curat în fiecare zi. Baronul anunță cu voce tare că trebuie să meargă la cumpărături; el și Kvașnia pleacă să facă cumpărăturile zilei. 
Actorul coboară din patul său și spune că medicul i-a dezvăluit că are un organ otrăvit de alcool, iar măturarea podelei i-ar face rău sănătății sale. Anna tușește tare în patul ei, nu există nicio speranță pentru ea deoarece suferă de tuberculoză. Soțul ei, Kleșci, este ocupat la bancheta lui, unde încearcă chei vechi în încuietori. Anna se așază și îl cheamă pe Kleșci, oferindu-i găluștile pe care Kvașnia le-a lăsat în oală. Kvașnia este de acord că nu are niciun rost să hrănească o femeie muribundă și astfel, cu conștiința clară, îi mănâncă găluștile. 
Actorul o ajută pe Anna să coboare din patul ei înalt și să iasă în hol. Femeia bolnavă este înfășurată în zdrențe. Proprietarul, Mihail Ivanov Kostîliov, intră, aproape că o doboară în dreptul ușii.  Cu voce tare, proprietarul spune că lăcătușul Kleșci ocupă prea mult loc pentru două ruble pe lună și că de acum înainte chiria va fi de două ruble și jumătate. Apoi, Kostîliov se îndreaptă spre camera lui Vaska și se întreabă dacă soția lui a fost înăuntru. Kostîliov are motive întemeiate să suspecteze că soția sa, Vasilisa Karpovna, se culcă cu Vaska. 
În cele din urmă, Kostîliov își face curaj să-l cheme pe Vaska. Hoțul iese din camera sa și îl denunță pe proprietar pentru că nu și-a achitat datoriile, spunând că Kostîliov îi mai datorează șapte ruble pentru un ceas cumpărat. Cerându-i lui Kostîliov să-i dea banii imediat, Vaska îl gonește din cameră. 

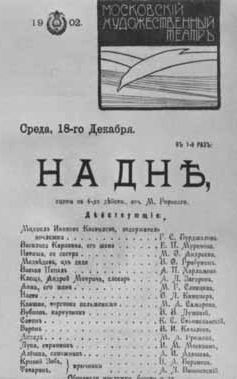
Afișul premierei

Ceilalți îl admiră pe Vaska pentru curajul său și îl îndeamnă să-l ucidă pe Kostîliov și să se căsătorească cu Vassilisa; atunci ar putea fi proprietar. Vaska se gândește la această idee de mai mult timp, dar decide că este prea moale pentru a fi proprietar. De altfel, se gândește să renunțe la Vassilisa pentru sora ei, Natașa. Satin îi cere lui Vaska douăzeci de copeici, pe care hoțul i le dă cu plăcere; deoarece se temea că Satin îi va cere o rublă. 
Natașa intră cu Luka. Ea îl așază în bucătărie să doarmă cu cei trei aflați deja acolo. Luka este un coleg vesel, el începe să cânte, dar se oprește atunci când ceilalți obiectează. Întregul grup rămâne tăcut când Vassilisa intră, care vede podeaua murdară și dă ordine să fie măturată imediat. Se uită la noul sosit, Luka, și îi cere să-i vadă actele. Deoarece nu are niciunul, el este mai ușor acceptat de ceilalți. Medvediev, care este un polițist și unchiul Vassilisei, intră în pivniță pentru a face un control. Începe să-l interogheze pe Luka, dar când vagabondul îl numește sergent, Medvediev îl lasă în pace. 
În noaptea aceea, Anna se află în patul ei, în timp ce are loc un joc de cărți zgomotos plin de certuri. Luka vorbește blând cu femeia care suferă de tuberculoză, iar Kleșci vine din când în când să o privească. Luka remarcă faptul că moartea ei va fi grea pentru soțul ei, dar Anna îl acuză pe Kleșci că i-a provocat moartea. Ea spune că așteaptă cu nerăbdare odihna și pacea pe care nu a cunoscut-o niciodată. Luka o asigură că va avea pace după moarte. 
Jucătorii de cărți devin și mai zgomotoși, iar Satin este acuzat că trișează. Luka îi liniștește pe jucătorii revoltați; toți îl respectă, deși îl consideră un mincinos. El spune lui Vaska că ar fi în stare să reformeze Siberia și îl asigură pe Actor că la un sanatoriu poate fi vindecat de alcoolism. Vassilisa intră, iar când ceilalți pleacă, îi oferă lui Vaska trei sute de ruble dacă îl va ucide pe Kostîliov și o va elibera. Asta l-ar lăsa pe Vaska liber să se căsătorească cu Natașa, care în acest moment se recuperează de la o bătaie care i-a fost dată de Vasilisa, sora ei geloasă. Vaska este pe cale să refuze atunci când Kostîliov intră în căutarea soției sale. Este extrem de suspicios, dar Vaska îl împinge din pivniță. 
Un zgomot deasupra sobei dezvăluie că Luka a auzit totul. Nu este deranjat în mare măsură și îl avertizează pe Vaska să nu se încurce cu Vassilisa care este vicioasă. Mergând spre patul Anei, Luka vede că a murit. Îl găsesc pe Kleșci în salon, iar el vine să privească trupul soției sale moarte. Ceilalți îi spun că va trebui să îndepărteze trupul, pentru că în timp oamenii morți încep să miroase urât. Kleșci este de acord să ducă corpul Anei afară. Actorul începe să sară de bucurie, vorbind emoționat. S-a gândit să meargă la sanatoriu pentru sănătatea sa. Luka i-a spus că poate fi chiar vindecat pe banii statului. 
În acea seară, în curte, în timp ce Natașa spune povești romantice mulțimii, Kostîliov iese afară și îi poruncește, cu bucurie în glas, să lucreze. În timp ce intră, Vassilisa toarnă apă clocotită pe picioarele Natașei. Vaska încearcă să o salveze și îl doboară pe Kostîliov, iar în lupta care a urmat, Kostîliov este ucis. Pe măsură ce ceilalți dispar, Vassilisa îl acuză imediat pe Vaska de crimă. Natașa crede că Vaska l-a ucis pe Kostîliov de dragul Vassilisei. Natașa aproape delirează în timp ce-l acuză pe Vaska de crimă și vrea răzbunare.   
Simțind că va avea necazuri, Luka dispare și nu mai apare niciodată. Vaska scapă de percheziția poliției. Natașa este dusă la spital. Restul își continuă treburile zilnice la fel ca înainte. Satin înșală la cărți, toți sunt de acord că Luka a fost un om bun, dar un mare mincinos. 
În timpul unei certe cu Nastia, Baronul iese în curte. Satin și ceilalți încep o melodie năprasnică, dar se despart atunci când Baronul începe să țipe aducând vestea sinuciderii Actorului, la care Satin, fără nicio compasiune, răspunde rece: „Ai stricat melodia, dobitocule”.

## Adaptări pentru film
- 1921: Cinematografia japoneză: Minoru Murata a regizat un film mut denumit Souls on the Road (Rojō no Reikon), bazat pe această piesă.
- 1936: regizorul francez Jean Renoir a realizat un film în 1936 cu același nume ca piesa.
- 1946: producătorul-regizorul indian de film Chetan Anand și-a început cariera ca regizor cu Neecha Nagar (Lowly City), care a fost o adaptare într-un cadru indian a piesei. Neecha Nagar  a câștigat Palme d'Or (Premiul pentru cel mai bun film, cunoscut atunci drept „Marele Premiu”) la primul Festival Internațional de Film de la Cannes din 1946, devenind primul film independent indian care a obținut o recunoaștere internațională.[8] [9] [10]
- 1947: Filmul chinezesc Night Inn (夜店) al regizorului Huang Zuolin se bazează pe adaptarea teatrală chineză a lui Ke Ling a piesei Azilul de noapte. În film apare vedete de teatru din Shanghai, Zhou Xuan .
- 1952: Producția Teatrului de Artă din Moscova a fost filmată de regizorul sovietic A. Frolov în colaborare cu studioul Mosfilm și lansată ca lungmetraj în Uniunea Sovietică.
- 1957: regizorul japonez de film Akira Kurosawa  a adaptat piesa în filmul Donzoko (Azilul de noapte), cu Toshirō Mifune, în care personajele au fost mutate în perioada Edo din Japonia.
- 1966: Regizorul finlandez Mikko Niskanen a filmat piesa ca un film de televiziune în finlandeză, dar a păstrat cadrul rus inițial.
- 1987: Azilul de noapte este ultimul film regizat de Iuli Karasik.

## Influențe
Piesa lui Gorky a influențat puternic drama lui Eugene O'Neill din 1946, Vine ghețarul. În filmul de animație din 1955 Doamna și Vagabondul, câinele rus încarcerat și fără adăpost din rasa barzoi, Boris, citează un pasaj din piesă: „Ființa mizerabilă trebuie să găsească o ființă și mai mizerabilă. Atunci este fericită."

## Vezi și
- Listă de piese de teatru rusești

Format:Maxim Gorki